# 国際識字デー

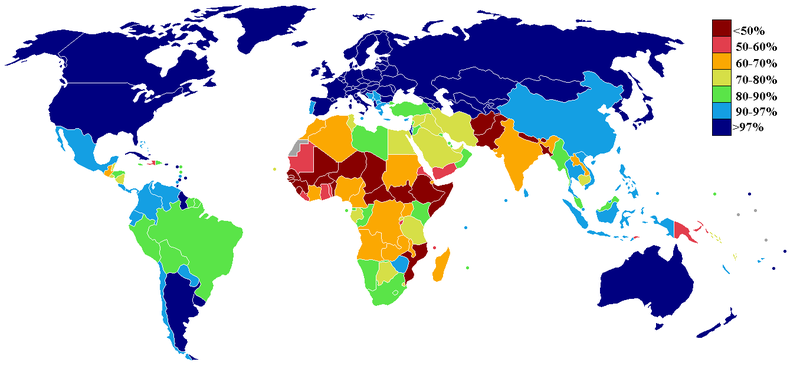
世界の識字率

国際識字デー（、英語: International Literacy Day）は国際デーの一つ。毎年9月8日。国際連合教育科学文化機関（ユネスコ）によって1965年11月17日に公式に宣言された。

## 概要
ねらいは個人とコミュニティ、そして社会にとっての識字の重要性を強調すること。世界中で式典が行われる。
およそ7億7600万人の成人には最低限の識字スキルすらない。世界中で5人に1人は読み書きができず、そのうち3分の2は女性である。7500万人の子供は学校に行っておらず、さらにより多くの子供は定期的にいかないか、中退している。
ユネスコの2008年の報告書によると、南アジアと西アジアは成人識字率が一番低い(58.6%)地域で、サブサハラが二番目に(59.7%)、アラブ諸国が三番目に低い(62.7%)。世界で一番識字率が低いのはブルキナファソ(12.8%)で、以下ニジェール(14.4%)、マリ(19%)と続く。このレポートには識字率と貧困、そして識字率と性差別の関係がはっきり表れている。
2007年と2008年のテーマは「識字と健康」である。このテーマは国連識字の10年の内2007年と2008年の強調でもある。特に2008年の国際識字デーではHIVや結核、マラリア等の伝染病など、世界で一番重要な、公衆衛生に関するいくつかの懸念に主眼を置いて強調された。
書かれた言葉のもつとてつもない価値へ人々の意識を高めることと、識字社会を促進する必要性から、以下の数名以外にも、多くの文筆家がUNESCOを支援している。
マーガレット・アトウッド、ポール・オースター、パウロ・コエーリョ、アミタヴ・ゴーシュ、トニ・モリスン、ウォーレ・ショインカ、エイミ・タン、吉本ばなな。
識字能力の問題への意識を高める事に貢献しているのは文筆家だけではない。文筆家が戦うそばで、さまざまな会社と慈善団体が非識字との戦いをサポートしている。筆記具メーカーのモンブラン、国際ロータリーなどである。